# Clara Asscher-Pinkhof
Clara Asscher-Pinkhof (geboren 25. Oktober 1896 in Amsterdam; gestorben 25. November 1984 in Haifa) war eine niederländisch-israelische Pädagogin und Schriftstellerin.

## Leben
Clara Pinkhof war das vierte von acht Kindern. 1919 heiratete sie Abraham Asscher, den späteren Oberrabbiner von Groningen. Ihr Ehemann starb 1926, und Clara Asscher-Pinkhof hatte allein für ihre sechs Kinder zu sorgen. Ihren Lebensunterhalt bestritt sie fortan mit Vorlesungen sowie Kursen und publizierte ihre ersten Kindererzählungen, darunter Aan de wal, das 1932 als bestes Kinderbuch mit einem Preis ausgezeichnet wurde.
Nach der deutschen Besetzung der Niederlande kehrte sie 1940 nach Amsterdam zurück und unterrichtete an der jüdischen Mädchenschule (meisjes-industrieschool). Außerdem schrieb sie regelmäßig für Het Joodsche Weekblad, ein Magazin, das dem Judenrat unterstand. 1943 wurde sie zunächst nach Westerbork und 1944 nach Bergen-Belsen deportiert. Im KZ gehörte sie zu einer Gruppe von 222 Gefangenen, die gegen deutsche Kriegsgefangene ausgetauscht wurden, weil sie ein Einwanderungszertifikat besaßen. Über Wien, Bulgarien, die Türkei und Jordanien erreichte sie danach Palästina.
Im Alter von 88 Jahren starb Clara Asscher-Pinkhof 1984 in Haifa.

## Auszeichnungen und Ehrungen
- 1962: Deutscher Jugendbuchpreis für Sternkinder

## Werke
- Joodsche kinderliedjes (1918)
- Van twee joodsche vragertjes (1918)
- Door's groeitijd (1929)
- Rozijntje (1931)
- Aan de wal (1932)
- Rozijntje van huis (1934)
- Tante Griet (1934)
- Sterrekinderen. 1946.
  - Sternkinder. Übersetzung Wilhelm Niemeyer. Cecilie Dressler, Berlin 1961.
  - Sternkinder. Übersetzung Mirjam Pressler. Dressler, Berlin 2011.
- Tirtsa (1952)
  - Tirza: Ein Mädchen im Kibbuz. Übersetzung Ruth Rostock. Illustrationen Reinhard Matthäus. Oncken, Kassel 1960.
- Danseres zonder benen (Tänzerin ohne Beine, 1966)